# Argyrodes sundaicus
Argyrodes sundaicus là một loài nhện trong họ Theridiidae.
Loài này thuộc chi Argyrodes. Argyrodes sundaicus được Carl Ludwig Doleschall miêu tả năm 1859.